# 陸無双
陸 無双（りく むそう）は小説「神鵰剣俠」の登場人物。主人公である楊過の義兄妹の関係にある。神鵰侠侶 コンドルヒーローでの声優はKAORI。同じく、楊過と義兄妹の関係にある程英は従姉（程英の母は陸無双の母である陸二娘の姉）にあたる。

## 性格
気が強くやや男勝りだが好意を持つと甘えてくるいわゆるツンデレである。初期の方は楊過に｢馬鹿｣と呼んだり男言葉を良く使っていたが、その後はおしとやかな性格にはなりつつある。

## 生涯
初登場は『神雕剣侠』の冒頭。嘉興で両親や従姉の程英らとともに、陸家荘で比較的に豊かな生活をしていた。しかし、理宋年間、陸無双が9歳の時、陸無双の伯父にあたる陸展元に振られたことで怒りに燃える李莫愁が陸家荘を襲撃し、一家を皆殺しにされてしまう。このとき、陸無双は危うく殺されかかったものの、命を取られることはなく、李莫愁に誘拐されるにとどまった。李莫愁のもとでの生活には危機もあったものの、両親を殺されたことを忘れたふりをして李莫愁のご機嫌をとり、また後遺症の残っている足を憐れっぽく引きづってみせること同情を買うなどし、なんとか耐え忍んでいた。数年後、隙をついて李莫愁の『五毒秘伝』を盗み出して逃走を図る。その後、小龍女を求めて江湖をさまよっていた楊過と出会い、さまざまな冒険を繰り広げることになる。
師父である李莫愁との関係は、親の仇という関係上かなり殺伐としたもので、何度も命を狙われている。姉弟子にあたる洪凌波は、たびたび陸無双に同情をしめしており、武芸を教えたりもしていた。物語中盤、洪凌波が死亡する場面において陸無双が涙を流している。
楊過とは，陸無双が9歳の時点、つまり李莫愁が陸家荘を襲撃した時に顔を合わせているものの、実際に交友関係を持つにいたったのは陸無双が李莫愁のもとを逃亡して以後。このとき，楊過は実力を隠すため、馬鹿のふりをし、実際に「馬鹿」と名乗ったためにしばらくは「馬鹿」と呼んではいたが、楊過の実力と高い知性に気付き、徐々に惹かれ始めた。だが、楊過の気持ちが小龍女にしかないことに対して複雑な思いを抱きながらも、楊過の求めに従って義兄妹の契りを結んだ。のち、襄陽で行われたモンゴル軍との戦いに参戦。

## 武功
李莫愁が陸家荘を襲撃した日、不幸にも左足を折ってしまうだけにとどまらず、骨接ぎをしくじったため、歩行の際にやや足を引きずるという後遺症が残っている。それでも、軽功を使い常人よりは素早い移動が可能である。作中では剣、刀をよく使用していた。
身分としては両親の仇である李莫愁の弟子ということになって古墓派に所属してはいるが、復讐をおそれた李莫愁は陸無双に武芸を指導しておらず、陸無双は李莫愁の弟子の洪凌波からある程度の指導を受けた。そのため武芸の腕前はさほどのものではなく、従姉の程英と比べてかなり劣る腕前である。楊過と義兄妹の関係になってからは、楊過から古墓派の最も奥深いとされる『玉女真経』の指導を受けた。
| スタブアイコン | サブスタブ | この項目は、まだ閲覧者の調べものの参照としては役立たない、文学に関連した書きかけの項目です。この項目を加筆・訂正などしてくださる協力者を求めています（P:文学、PJ:ライトノベル）。項目が小説家・作家の場合には{Writer-substub}を、文学作品以外の本・雑誌の場合には{Book-substub}を貼り付けてください。 |